# 2002 PD155
2002 PD155, também escrito como 2002 PD155, é um objeto transnetuniano que está localizado no Cinturão de Kuiper, uma região do Sistema Solar. Este objeto é classificado como um cubewano. Ele possui uma magnitude absoluta de 7,0 e tem um diâmetro estimado com cerca de 175 km.

## Descoberta
2002 PD155 foi descoberto no dia 12 de agosto de 2002 pelo astrônomo Marc W. Buie.

## Órbita
A órbita de 2002 PD155 tem uma excentricidade de 0,004 e possui um semieixo maior de 43,068 UA. O seu periélio leva o mesmo a uma distância de 42,901 UA em relação ao Sol e seu afélio a 43,234 UA.